# 红旗街道 (西安市)
红旗街道，是中华人民共和国陕西省西安市灞桥区下辖的一个乡镇级行政单位。

## 行政区划
红旗街道下辖以下地区：
陕水社区、延河社区、联盟社区、半坡社区、南江村、常家湾村、赵家庄村、高桥村、神鹿坊村、湾子村、三殿村、神峪寺沟村、穆家王村、马家沟村和五星村。